# Njambajaryn Tögstsogt
Njambajaryn Tögstsogt (mongoliska: Нямбаярын Төгсцогт), född 23 juni 1992 i Ulan Bator, Mongoliet, är en mongolisk boxare som tog OS-silver i flugviktsboxning 2012 i London.